# Matty Smith
Pour les articles homonymes, voir Smith.

a Compétitions nationales et continentales officielles uniquement.

b Matchs officiels uniquement.
Mathew Joe Smith dit Matty Smith, né le 23 juillet 1987 à St Helens, est un joueur international anglais de rugby à XIII évoluant au poste de talonneur ou de demi de mêlée dans les années 2000 et 2010.

## Carrière
Il fait ses débuts professionnels à St Helens au début de l'année 2006 en Challenge Cup (Coupe d'Angleterre). Na parvenant pas à y être titulaire, il est prêté les premières années, d'abord à Widnes puis aux Celtic Crusaders et Salford. Il porte toutefois les couleurs de St Helens chaque année entre 2006 et 2010 puis permettant d'ouvrir son palmarès avec un titre de Super League en 2006 et de Challenge Cup en 2007. Définitivement acquis par Salford en 2011, il y évolue deux saisons avant que Wigan l'intègre en 2012, il étoffe son palmarès en y prenant une part active avec deux nouveaux titres de Super League e 2013 et 2016 et une Challenge Cup en 2013 au cours de laquelle il est désigné homme du match en finale. En 2017, il revient à son club formateur, St Helens, avant de tenter une expérience à l'étranger en s'engageant en 2019 aux Dragons Catalans en France.
Enfin, ses bonnes performances sous les couleurs de Wigan l'amènent à intégrer la sélection d'Angleterre entre 2014 et 2015 en participant au Tournoi des Quatre Nations 2014.

## Palmarès

### Collectif
- Vainqueur de la Super League : 2006[note 1] (St Helens), 2013 et 2016 (Wigan).
- Vainqueur de la Challenge Cup : 2007[note 1] (St Helens) et 2013 (Wigan).
- Finaliste de la Super League : 2007[note 1], 2008[note 1], 2009[note 1], 2010[note 1] (St Helens), 2014, 2015 (Wigan).

### Individuel
- Élu meilleur joueur de la finale de la Challenge Cup : 2013 (Wigan).
- Sélection en équipe de rêve de la Super League : 2013 et 2014 (Wigan)